# Metallica проти Napster, Inc.
Metallica проти Napster, Inc. — судовий процес, пов'язаний із незаконним розповсюдженням аудіоматеріалів, що відбувся 2000 року.

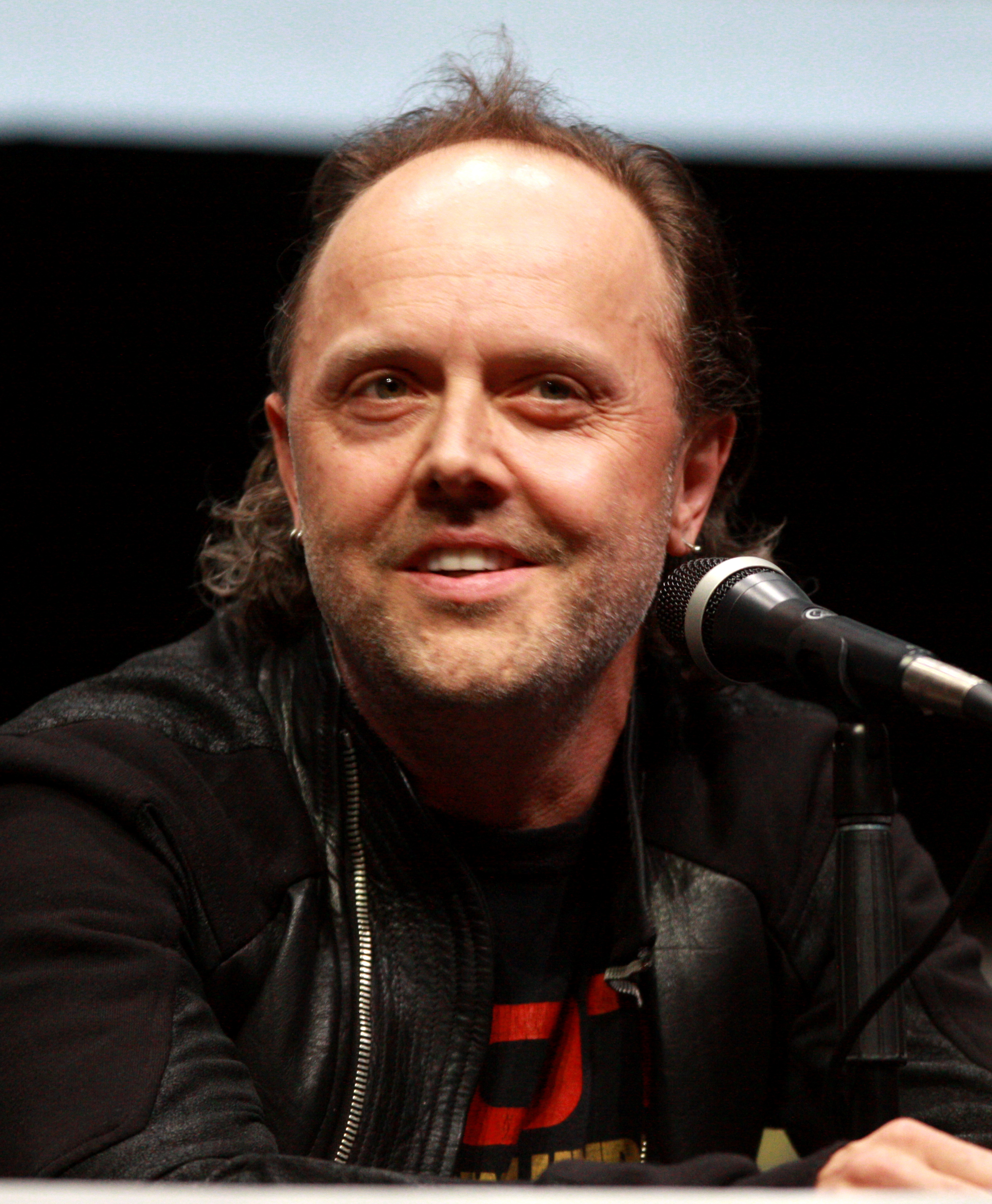
Барабанщик Metallica Ларс Ульріх

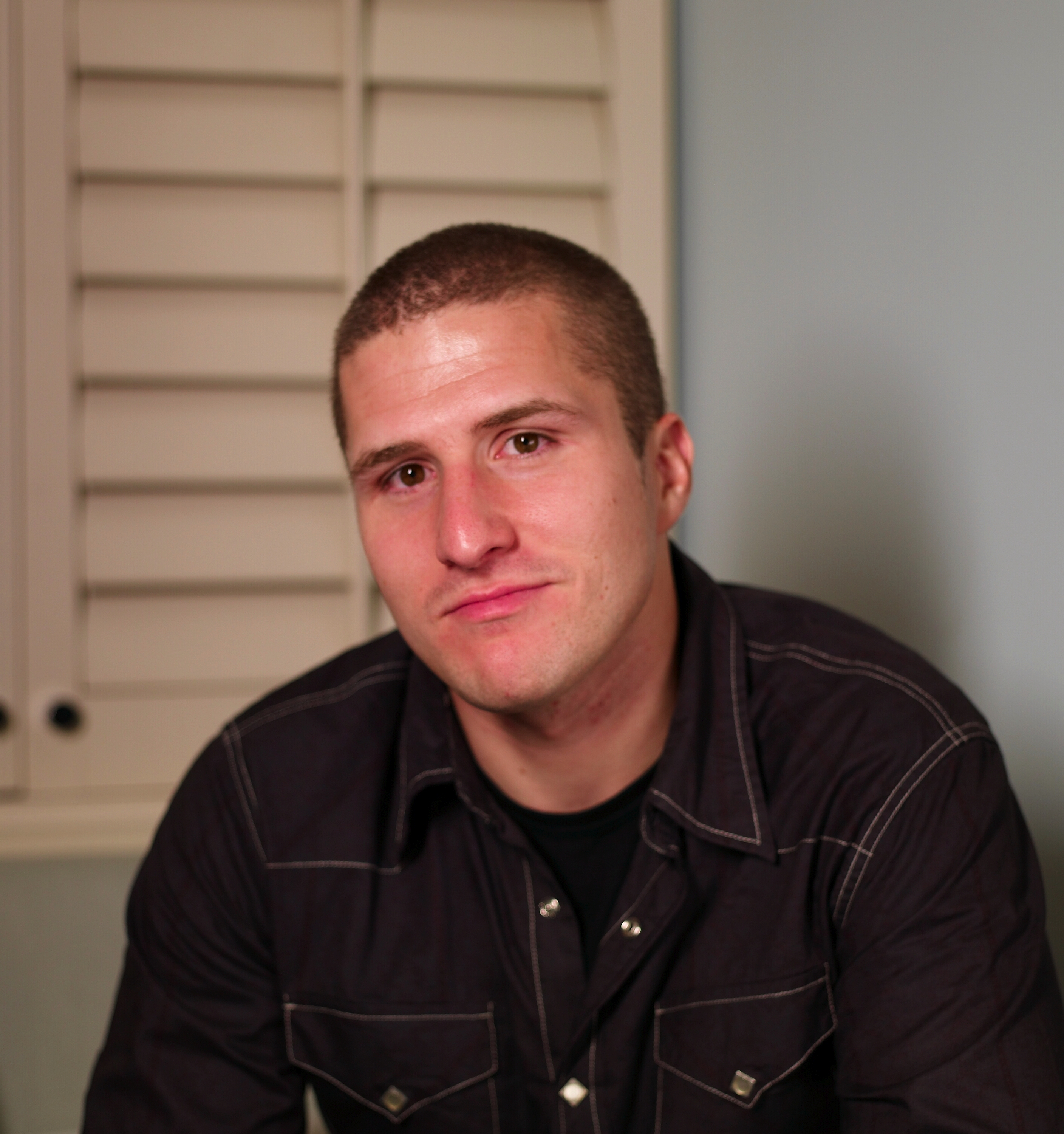
Засновник Napster Шон Феннінг, на прізвисько «Напстер»

В червні 1999 року випускник Бостонського університету Шон Феннінг на прізвисько «Напстер» та його знайомий Шон Паркер створили файлообмінну peer-to-peer платформу, яка дозволяла ділитися mp3-файлами з комп'ютерів різних користувачів мережі. Програма отримала назву Napster та швидко стала популярною: доступними стали мільйони аудіоматеріалів, а кількість користувачів подвоювалася чи не щомісяця. Ця активність була незаконною, бо легально музика розповсюджувалася на компакт-дисках, кожен з яких коштував декілька доларів.
Однією з перших на проблему звернула увагу Американська асоціація компаній звукозапису, подавши 7 грудня 1999 року позов до суду, звинувативши Napster у порушенні авторських прав виконавців. Проте найбільшого розголосу справа отримала, коли до звинувачень на адресу Napster доєднався рок-гурт Metallica. На початку 2000 року музиканти дізналися, що на двадцяти радіостанціях США з'явилася незавершена версія пісні «I Disappear», яку вони записували для фільму «Місія нездійсненна 2». Виявилося, що не тільки пісня, але й вся дискографія Metallica може бути завантажена за допомогою платформи Napster. З'ясувавши це, музиканти гурту і, зокрема, Ларс Ульріх вирішили ініціювати судовий процес.
13 квітня 2000 року до Федерального окружного суду Північного округу Каліфорнії було подано позов, який отримав назву Metallica проти Napster Inc. В пресс-релізі гурту діяльність Napster Inc. із розповсюдження результатів творчості артистів порівнювалася з піратством. В тексті позову окрім компанії-виробника програми також фігурували Університет Південної Каліфорнії, Єльский університет та Університет Індіани. Спочатку гурт вимагав від Napster компенсації у 10 млн доларів, по 100 тис. за кожне зі ста завантажень треку «I Disappear», але пізніше аудиторська компанія з'ясувала, що кількість користувачів, які нелегально ділилися піснями Metallica, була значно більшою — понад 300 тис. осіб. В результаті, до позову було долучено документи, загальним розміром понад 60 тис. сторінок, де перелічувалися 335 435 користувачів Napster, що завантажували пісні гурту.
Музична індустрія розділилася на два табори: тих, хто підтримував Metallica, і тих, хто їх засуджував. До перших, зокрема, належав репер Dr. Dre, який подав схожий позов через декілька тижнів після Metallica. Проте багато хто висловлювався на захист фанатів та представників Napster. Біллі Корган (Smashing Pumpkins) зустрівся з Шоном Феннінгом за лаштунками сцени та особисто підтримав звинуваченого; Фред Дерст (Limp Bizkit) анонсував «безкоштовний» концертний тур влітку 2000 року, спонсором якого став Napster; рок-гурт Motley Crue випустив анімоване звернення Metalligreed (укр. Металліжадібність), звинувативши Metallica в тому, що позов був частиною маркетингової кампанії, щоб привернути увагу до їхніх концертів.
Після розглядання матеріалів позову суд зобов'язав Napster прибрати з доступу всі пісні Metallica, інакше платформа має закритися протягом 72 годин. І хоча Napster виконав вимоги, шляхом Metallica пішли інші музичні корпорації. Зокрема, 2001 року було подано позов A&M Records, Inc. проти Napster, Inc., до якого доєдналося багато інших лейблів звукозапису. Врешті-решт, 2002 року Napster було визнано банкрутом.
Позов Metallica проти Napster став однією з ключових подій, що визначили майбутнє прослуховування музики в Інтернеті. Хоча одразу після закриття позову проблему нелегального завантаження пісень так і не було вирішено остаточно, бо на зміну Napster прийшли інші файлообмінники, проте згодом з'явилися такі сервіси, як iTunes, Spotify та інші, які врегулювали відносини між авторами музики та її споживачами, дозволяючи купувати mp3-файли онлайн або прослуховувати пісні через стримінгові сервіси, та ділитися прибутками з виконавцями.